# Lục quân của Hoa Kỳ
Lục quân của Hoa Kỳ (tiếng Anh:Army of the United States) là tên chính thức để chỉ lực lượng thi hành quân dịch trực thuộc Lục quân Hoa Kỳ mà có thể được tổng động viên theo lệnh của Quốc hội Hoa Kỳ trong trường hợp Hoa Kỳ tham dự vào một cuộc xung đột vũ trang lớn. Lục quân của Hoa Kỳ đã được sử dụng trong Chiến tranh thế giới thứ hai, Chiến tranh Triều Tiên và Chiến tranh Việt Nam.
Lục quân của Hoa Kỳ lần đầu tiên được thiết lập là vào tháng 2 năm 1941 nhằm đối phó với mối đe dọa từ Chiến tranh thế giới thứ hai ngày càng gia tăng. Lục quân của Hoa Kỳ đã chứng kiến một sự phát triển rộng lớn theo sau vụ tấn công của Nhật Bản vào Trân Châu Cảng tháng 12 năm 1941. Lục quân của Hoa Kỳ được xem là hậu thân của Lục quân Quốc gia được thành lập để tham chiến trong Chiến tranh thế giới thứ nhất và bị giải thể vào năm 1920.
Các sĩ quan và hạ sĩ quan đầu tiên của Lục quân của Hoa Kỳ được bổ nhiệm từ các cấp bậc của Lục quân chính quy Hoa Kỳ. Theo chuẩn mực thực thế thì những sĩ quan này giữ cấp bậc thường trực của mình với Lục quân chính quy trong lúc đó cũng giữ cấp bậc tạm thời trong Lục quân của Hoa Kỳ. Lấy một trường hợp thí dụ là một đại tá trong Lục quân của Hoa Kỳ chỉ giữ cấp bậc thường trực là đại úy trong Lục quân chính quy. Một thuật từ khác nữa cho các cấp bậc trong Lục quân của Hoa Kỳ là "cấp bậc mặt trận" do các sĩ quan được điều động đến mặt trận châu Âu hay phục vụ trong mặt trận Thái Bình Dương nắm giữ.
Thăng cấp trong Lục quân của Hoa Kỳ đôi khi rất nhanh. Có một số sĩ quan thăng cấp nhanh từ 4 đến 5 bậc trong khoảng thời gian 3 đến 4 năm phục vụ. Dwight Eisenhower, phục vụ trong cấp bậc thống tướng, đã thăng cấp từ đại tá lên tướng 5-sao trong vòng 3 năm. Tuy nhiên cấp bấc trong Lục quân của Hoa Kỳ cũng có thể bị mất một cách dễ dàng khi các vị tư lệnh cao cấp bị thuyên chuyển trở về cấp bậc thường trực của mình trong Lục quân chính quy. Điều này được biết như là "việc mất cấp bậc chiến trường" trong đó cũng có một số sự việc mà các tướng lãnh khi trở về Hoa Kỳ cảm thấy thất vọng khi cấp bậc của mình chỉ còn là đại tá hay thiếu tá.
Lực lượng hạ sĩ quan của Lục quân của Hoa Kỳ mà gồm những người lính từ Lục quân chính quy không giữ các cấp bậc của Lục quân của Hoa Kỳ mà vẫn giữ cấp bậc chính của họ trong Lục quân chính quy.
Năm 1946, với việc chấm dứt tổng động viên sau chiến tranh, Lục quân của Hoa Kỳ bị đình chỉ cùng với việc tuyển quân dịch. Các sĩ quan của Lục quân của Hoa Kỳ quay về với cấp bậc thường trực của mình trong Lục quân chính quy. Các hạ sĩ quan có người giải ngũ có người tái đăng ký trở vào Lục quân chính quy. Lục quân của Hoa Kỳ tái thành lập trong thời Chiến tranh Triều Tiên nhưng chỉ tập trung gồm những cấp bậc hạ sĩ quan và binh sĩ. Đa số các cấp sĩ quan trong Chiến tranh Triều Tiên đều giữ cấp bậc thường trực trong Lục quân chính quy.
Việc sử Lục quân của Hoa Kỳ lần cuối cùng là trong thời Chiến tranh Việt Nam và nó bị giải thể sau năm 1974.